# Kiskőrösi járás
A Kiskőrösi járás Bács-Kiskun vármegyéhez tartozó járás Magyarországon, amely 2013-ban jött létre. Székhelye Kiskőrös. Területe 1130,33 km², népessége 54 807 fő, népsűrűsége 48 fő/km² volt a 2012. évi adatok szerint. Négy város (Kiskőrös, Izsák, Kecel és Soltvadkert) és 11 község tartozik hozzá.
A Kiskőrösi járás a járások 1983-as megszüntetése előtt is létezett, ezen a néven 1898-tól. Az 1950-es megyerendezésig Pest-Pilis-Solt-Kiskun vármegyéhez, azután pedig Bács-Kiskun megyéhez tartozott, és székhelye mindvégig Kiskőrös volt.

## Települései
| Település     | Rang (2013. július 15.) | Kistérség (2013. január 1.) | Népesség (2012. január 1.) | Terület (km²) |
| ------------- | ----------------------- | --------------------------- | -------------------------- | ------------- |
| Kiskőrös      | járásszékhely város     | Kiskőrösi                   | 14 259                     | 102,23        |
| Izsák         | város                   | Kiskőrösi                   | 5 904                      | 113,76        |
| Kecel         | város                   | Kiskőrösi                   | 8 687                      | 114,48        |
| Soltvadkert   | város                   | Kiskőrösi                   | 7 433                      | 108,86        |
| Akasztó       | község                  | Kiskőrösi                   | 3 230                      | 64,88         |
| Bócsa         | község                  | Kiskőrösi                   | 1 830                      | 97,04         |
| Császártöltés | község                  | Kiskőrösi                   | 2 323                      | 82,06         |
| Csengőd       | község                  | Kiskőrösi                   | 2 020                      | 48,89         |
| Fülöpszállás  | község                  | Kiskőrösi                   | 2 278                      | 91,32         |
| Imrehegy      | község                  | Kiskőrösi                   | 694                        | 70,31         |
| Kaskantyú     | község                  | Kiskőrösi                   | 926                        | 58,28         |
| Páhi          | község                  | Kiskőrösi                   | 1 184                      | 38,96         |
| Soltszentimre | község                  | Kiskőrösi                   | 1 261                      | 44,49         |
| Tabdi         | község                  | Kiskőrösi                   | 1 076                      | 21,39         |
| Tázlár        | község                  | Kiskőrösi                   | 1 702                      | 73,38         |

## Története
A Kiskőrösi járás elődje a 19. század közepén a Solti járás felosztásával létrejött Solti alsó járás volt, melynek 1886-tól, amikor törvény alapján a vármegyéknek állandó járási székhelyeket kellett kijelölniük, Kiskőrös volt a székhelye.
Az 1950-es megyerendezés során a Kiskőrösi járás Bács-Kiskun megyéhez került.
1984. január 1-jével új közigazgatási beosztás jött létre Magyarországon. A járások megszűntek és minden község valamely város- vagy nagyközségkörnyék része lett. A Kiskőrösi járás valamennyi községe a Kiskőrösi városkörnyékhez került.

### Községei 1898 és 1983 között
Az alábbi táblázat felsorolja a Kiskőrösi járáshoz tartozott községeket, bemutatva, hogy mikor tartoztak ide, és hogy hova tartoztak megelőzően, illetve később. Az utolsó oszlop a települések 2010 elején érvényes kistérségi beosztását tünteti fel.
| Község          | Mikortól | Honnan                                      | Meddig | Hova                      |
| --------------- | -------- | ------------------------------------------- | ------ | ------------------------- |
| Akasztó         | 1898     | Solti alsó járásból                         | 1983   | Kiskőrösi városkörnyékhez |
| Bajaszentistván | 1898     | Solti alsó járásból                         | 1922   | Kalocsai járáshoz         |
| Bócsa           | 1906     | (Tázlár határából alakult)                  | 1983   | Kiskőrösi városkörnyékhez |
| Császártöltés   | 1898     | Solti alsó járásból                         | 1983   | Kiskőrösi városkörnyékhez |
| Csengőd         | 1924     | Kunszentmiklósi járásból                    | 1983   | Kiskőrösi városkörnyékhez |
| Érsekcsanád     | 1898     | Solti alsó járásból                         | 1922   | Kalocsai járáshoz         |
| Fülöpszállás    | 1956     | Kunszentmiklósi járásból                    | 1983   | Kiskőrösi városkörnyékhez |
| Hajós           | 1898     | Solti alsó járásból                         | 1924   | Kalocsai járáshoz         |
| Harkakötöny     | 1949     | (Tázlár határából alakult)                  | 1950   | Kiskunhalasi járáshoz     |
| Imrehegy        | 1952     | (Kecel és Kiskunhalas határából alakult)    | 1983   | Kiskőrösi városkörnyékhez |
| Kaskantyú       | 1949     | (Bócsa, Kiskőrös és Páhi határából alakult) | 1983   | Kiskőrösi városkörnyékhez |
| Kecel           | 1898     | Solti alsó járásból                         | 1983   | Kiskőrösi városkörnyékhez |
| Kiskőrös        | 1898     | Solti alsó járásból                         | 1973   | várossá alakult           |
| Nemesnádudvar   | 1898     | Solti alsó járásból                         | 1922   | Kalocsai járáshoz         |
| Páhi            | 1924     | Kunszentmiklósi járásból                    | 1983   | Kiskőrösi városkörnyékhez |
| Pirtó           | 1947     | Kiskunhalas határából alakult               | 1962   | Kiskunhalasi járáshoz     |
| Soltszentimre   | 1919     | (Akasztó határából alakult)                 | 1983   | Kiskőrösi városkörnyékhez |
| Soltvadkert     | 1898     | Solti alsó járásból                         | 1983   | Kiskőrösi városkörnyékhez |
| Sükösd          | 1898     | Solti alsó járásból                         | 1922   | Kalocsai járáshoz         |
| Szeremle        | 1898     | Solti alsó járásból                         | 1922   | Kalocsai járáshoz         |
| Tabdi           | 1950     | (Csengőd és Kiskőrös határából alakult)     | 1983   | Kiskőrösi városkörnyékhez |
| Tázlár          | 1898     | Solti alsó járásból                         | 1983   | Kiskőrösi városkörnyékhez |

1. ↑  neve 1907‑1947 között Prónayfalva volt